# Six Nations 2002
Six Nations 2002 war die dritte Ausgabe des jährlichen Rugby-Union-Turniers Six Nations. An fünf Wochenenden fanden vom 2. Februar bis zum 7. April 2002 15 Spiele statt. Turniersieger wurde Frankreich, das mit Siegen gegen alle anderen Mannschaften zum siebten Mal den Grand Slam schaffte.

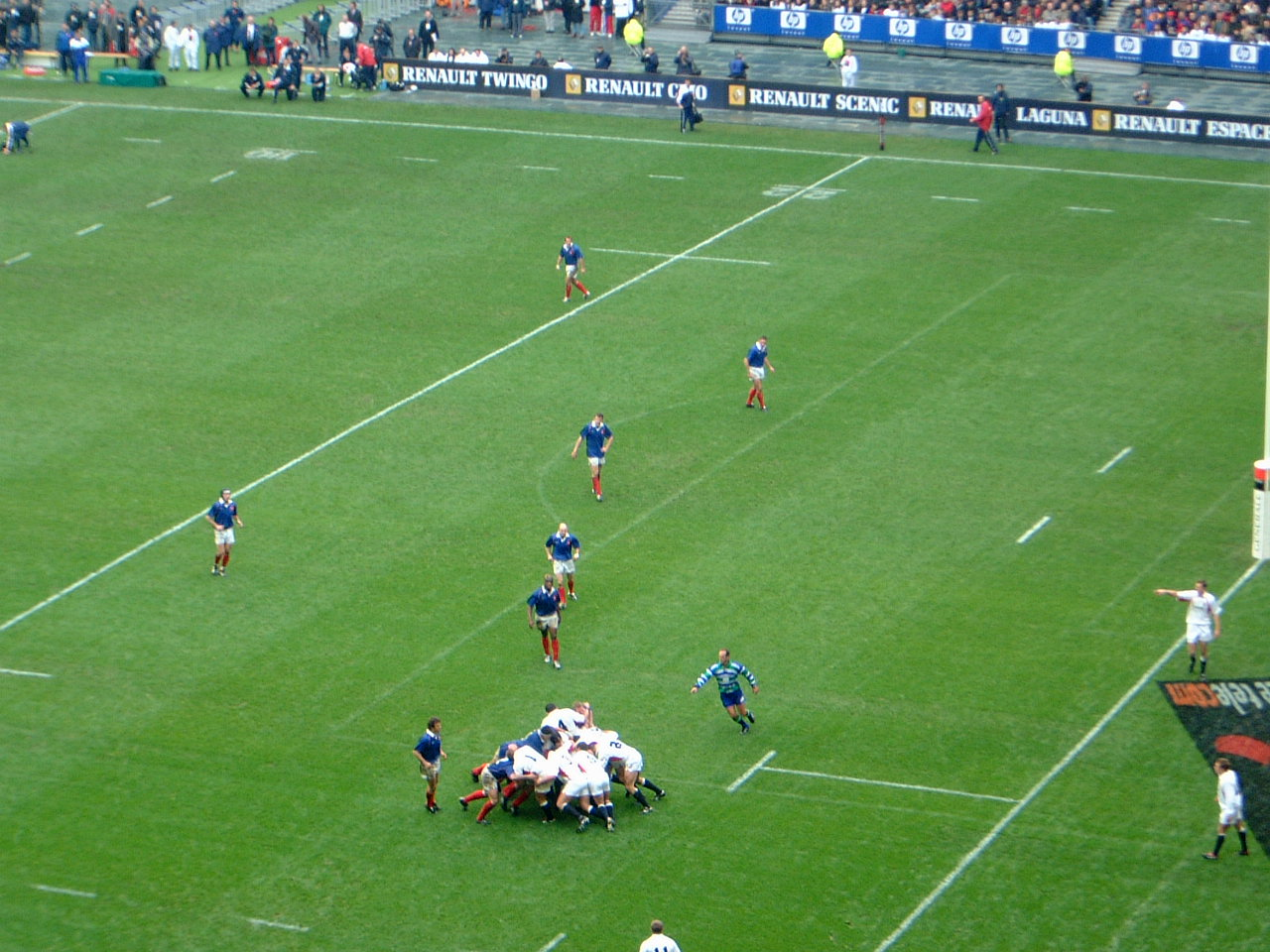
Spielszene aus der Begegnung zwischen Frankreich gegen England am 2. März 2002

## Teilnehmer
| Land       | Stadion             | Stadt       | Trainer          | Kapitän                                         |
| ---------- | ------------------- | ----------- | ---------------- | ----------------------------------------------- |
| England    | Twickenham Stadium  | London      | Clive Woodward   | Martin Johnson / Neil Back                      |
| Frankreich | Stade de France     | Saint-Denis | Bernard Laporte  | Olivier Magne / Raphaël Ibañez / Fabien Galthié |
| Irland     | Lansdowne Road      | Dublin      | Eddie O’Sullivan | Mick Galwey / David Humphreys / Keith Wood      |
| Italien    | Stadio Flaminio     | Rom         | Brad Johnstone   | Alessandro Moscardi                             |
| Schottland | Murrayfield Stadium | Edinburgh   | Ian McGeechan    | Budge Pountney / Bryan Redpath                  |
| Wales      | Millennium Stadium  | Cardiff     | Graham Henry     | Scott Quinnell / Colin Charvis                  |

## Tabelle
|    | Land       | Spiele | Siege | Unent. | Ndlg. | Spiel- punkte | Diff. | Tabellen- punkte |
| -- | ---------- | ------ | ----- | ------ | ----- | ------------- | ----- | ---------------- |
| 1. | Frankreich | 5      | 5     | 0      | 0     | 156:75        | + 81  | 10               |
| 2. | England    | 5      | 4     | 0      | 1     | 184:53        | + 131 | 8                |
| 3. | Irland     | 5      | 3     | 0      | 2     | 145:138       | + 7   | 6                |
| 4. | Schottland | 5      | 2     | 0      | 3     | 91:128        | − 37  | 4                |
| 5. | Wales      | 5      | 1     | 0      | 4     | 119:188       | − 69  | 2                |
| 6. | Italien    | 5      | 0     | 0      | 5     | 70:183        | − 113 | 0                |

## Ergebnisse

### Erste Runde
| 2. Februar 2002 | Frankreich                                                              | 33 : 12         | Italien                    | Stade de France, Saint-Denis Zuschauer: 65.000 Schiedsrichter: Alan Lewis (Irland) |
| 2. Februar 2002 | Versuche: Traille Betsen Erhöhungen: Merceron Straftritte: Merceron (7) | (19:12) Bericht | Straftritte: Domínguez (4) | Stade de France, Saint-Denis Zuschauer: 65.000 Schiedsrichter: Alan Lewis (Irland) |

| 2. Februar 2002 | Schottland         | 3 : 29         | England                                                                                   | Murrayfield Stadium, Edinburgh Zuschauer: 67.500 Schiedsrichter: Steve Walsh (Neuseeland) |
| 2. Februar 2002 | Straftritte: Hodge | (3:12) Bericht | Versuche: Robinson Tindall Cohen Erhöhungen: Wilkinson (2) Hodgson Straftritte: Wilkinson | Murrayfield Stadium, Edinburgh Zuschauer: 67.500 Schiedsrichter: Steve Walsh (Neuseeland) |

| 3. Februar 2002 | Irland | 54 : 10        | Wales                                                | Lansdowne Road, Dublin Zuschauer: 49.000 Schiedsrichter: Pablo Deluca (Argentinien) |
| 3. Februar 2002 | Versuche: Murphy (2) O’Connell Hickie Gleeson O’Gara Erhöhungen: Humphreys O’Gara (2) Straftritte: Humphreys (6) | (24:3) Bericht | Versuche: Jones Erhöhungen: Jones Straftritte: Jones | Lansdowne Road, Dublin Zuschauer: 49.000 Schiedsrichter: Pablo Deluca (Argentinien) |

### Zweite Runde
| 16. Februar 2002 | Wales                                                                          | 33 : 37         | Frankreich                                                                                                  | Millennium Stadium, Cardiff Zuschauer: 69.000 Schiedsrichter: David McHugh (Irland) |
| 16. Februar 2002 | Versuche: Quinnell Morgan Budgett Erhöhungen: Jones (3) Straftritte: Jones (4) | (19:24) Bericht | Versuche: Marsh (2) Rougerie Erhöhungen: Merceron (2) Straftritte: Merceron (4) Traille Dropgoals: Merceron | Millennium Stadium, Cardiff Zuschauer: 69.000 Schiedsrichter: David McHugh (Irland) |

| 16. Februar 2002 | England                                                                                              | 45 : 11        | Irland                                      | Twickenham Stadium, London Zuschauer: 75.000 Schiedsrichter: Peter Marshall (Australien) |
| 16. Februar 2002 | Versuche: Greenwood (2) Wilkinson Cohen Worsley Kay Erhöhungen: Wilkinson (6) Straftritte: Wilkinson | (31:6) Bericht | Versuche: O’Gara Straftritte: Humphreys (2) | Twickenham Stadium, London Zuschauer: 75.000 Schiedsrichter: Peter Marshall (Australien) |

| 16. Februar 2002 | Italien                    | 12 : 29       | Schottland                                                            | Stadio Flaminio, Rom Zuschauer: 23.000 Schiedsrichter: Kelvin Deaker (Neuseeland) |
| 16. Februar 2002 | Straftritte: Domínguez (4) | (9:9) Bericht | Versuche: Townsend Laney Erhöhungen: Laney (2) Straftritte: Laney (5) | Stadio Flaminio, Rom Zuschauer: 23.000 Schiedsrichter: Kelvin Deaker (Neuseeland) |

### Dritte Runde
| 2. März 2002 | Frankreich                                                                         | 20 : 15        | England                                                               | Stade de France, Saint-Denis Zuschauer: 79.502 Schiedsrichter: André Watson (Südafrika) |
| 2. März 2002 | Versuche: Merceron Harinordoquy Erhöhungen: Merceron (2) Straftritte: Merceron (2) | (17:7) Bericht | Versuche: Robinson Cohen Erhöhungen: Wilkinson Straftritte: Wilkinson | Stade de France, Saint-Denis Zuschauer: 79.502 Schiedsrichter: André Watson (Südafrika) |

| 2. März 2002 | Irland                                                                                               | 43 : 22         | Schottland                                                | Lansdowne Road, Dublin Zuschauer: 49.000 Schiedsrichter: Nigel Whitehouse (Wales) |
| 2. März 2002 | Versuche: O’Driscoll (3) Horgan Easterby Erhöhungen: Humphreys (2) O’Gara Straftritte: Humphreys (4) | (22:12) Bericht | Versuche: Leslie Erhöhungen: Laney Straftritte: Laney (5) | Lansdowne Road, Dublin Zuschauer: 49.000 Schiedsrichter: Nigel Whitehouse (Wales) |

| 2. März 2002 | Wales                                                                                         | 44 : 20         | Italien                                                                      | Millennium Stadium, Cardiff Zuschauer: 58.349 Schiedsrichter: Chris White (England) |
| 2. März 2002 | Versuche: Morgan James Williams Quinnell Marinos Erhöhungen: Jones (5) Straftritte: Jones (3) | (23:13) Bericht | Versuche: Checchinato Mazzariol Erhöhungen: Pez Peens Straftritte: Pez Peens | Millennium Stadium, Cardiff Zuschauer: 58.349 Schiedsrichter: Chris White (England) |

### Vierte Runde
| 23. März 2002 | Irland                                                                      | 32 : 17        | Italien                                                                    | Lansdowne Road, Dublin Zuschauer: 49.000 Schiedsrichter: Rob Dickson (Schottland) |
| 23. März 2002 | Versuche: Kelly Hickie Erhöhungen: O’Gara Straftritte: Humphreys (4) O’Gara | (19:0) Bericht | Versuche: Bergamasco De Carli Erhöhungen: Domínguez (2) Straftritte: Peens | Lansdowne Road, Dublin Zuschauer: 49.000 Schiedsrichter: Rob Dickson (Schottland) |

| 23. März 2002 | England | 50 : 10        | Wales                                                   | Twickenham Stadium, London Zuschauer: 75.000 Schiedsrichter: Andrew Cole (Australien) |
| 23. März 2002 | Versuche: Luger Greenwood Wilkinson Stimpson Erhöhungen: Wilkinson (5) Straftritte: Wilkinson (4) Dropgoals: Wilkinson | (19:3) Bericht | Versuche: Harris Erhöhungen: Harris Straftritte: Harris | Twickenham Stadium, London Zuschauer: 75.000 Schiedsrichter: Andrew Cole (Australien) |

| 23. März 2002 | Schottland                                             | 10 : 22        | Frankreich                                                             | Murrayfield Stadium, Edinburgh Zuschauer: 62.500 Schiedsrichter: Alain Rolland (Irland) |
| 23. März 2002 | Versuche: Redpath Erhöhungen: Laney Straftritte: Laney | (3:10) Bericht | Versuche: Marsh (2) Galthié Erhöhungen: Merceron Straftritte: Merceron | Murrayfield Stadium, Edinburgh Zuschauer: 62.500 Schiedsrichter: Alain Rolland (Irland) |

### Fünfte Runde
| 6. April 2002 | Frankreich                                                                                        | 44 : 5         | Irland         | Stade de France, Saint-Denis Zuschauer: 79.978 Schiedsrichter: Paddy O’Brien (Neuseeland) |
| 6. April 2002 | Versuche: Betsn (2) Brusque (2) Rougerie Erhöhungen: Merceron (2) Straftritte: Merceron (4) Gelez | (28:5) Bericht | Versuche: Wood | Stade de France, Saint-Denis Zuschauer: 79.978 Schiedsrichter: Paddy O’Brien (Neuseeland) |

| 6. April 2002 | Wales                                                       | 22 : 27        | Schottland                                                       | Millennium Stadium, Cardiff Zuschauer: 68.000 Schiedsrichter: Joël Jutge (Frankreich) |
| 6. April 2002 | Versuche: Williams Erhöhungen: Jones Straftritte: Jones (5) | (9:15) Bericht | Versuche: Bulloch Erhöhungen: Laney Straftritte: Laney (4) Hodge | Millennium Stadium, Cardiff Zuschauer: 68.000 Schiedsrichter: Joël Jutge (Frankreich) |

| 7. April 2002 | Italien                    | 9 : 45         | England | Stadio Flaminio, Rom Zuschauer: 25.000 Schiedsrichter: Mark Lawrence (Südafrika) |
| 7. April 2002 | Straftritte: Domínguez (3) | (3:24) Bericht | Versuche: Greenwood (2) Cohen Robinson Dallaglio Healey Erhöhungen: Wilkinson (5) Dawson Straftritte: Wilkinson | Stadio Flaminio, Rom Zuschauer: 25.000 Schiedsrichter: Mark Lawrence (Südafrika) |

## Statistik

### Meiste erzielte Versuche
|    | Name           | Versuche |
| -- | -------------- | -------- |
| 1. | Will Greenwood | 5        |
| 2. | Ben Cohen      | 4        |
| 2. | Tony Marsh     | 4        |
| 2. | Jason Robinson | 4        |

### Meiste erzielte Punkte
|    | Name            | Punkte |
| -- | --------------- | ------ |
| 1. | Gérald Merceron | 75     |
| 2. | Jonny Wilkinson | 68     |
| 3. | Stephen Jones   | 64     |
| 4. | Brendan Laney   | 60     |
| 5. | David Humphreys | 56     |